# Juncus minutulus
Juncus minutulus là một loài thực vật có hoa trong họ Juncaceae. Loài này được (Albert & Jahand.) Prain mô tả khoa học đầu tiên năm 1921.